# Tinissa eumetrota
Tinissa eumetrota är en fjärilsart som beskrevs av Edward Meyrick 1926. Tinissa eumetrota ingår i släktet Tinissa och familjen äkta malar. Inga underarter finns listade i Catalogue of Life.